# Lucy Lawless
Lucy Lawless (Auckland, 29 de març de 1968) és una actriu de cinema i de sèries de televisió i cantant neozelandesa. Es feu famosa sobretot arran de la seva interpretació de la princesa Xena a la sèrie Xena: Warrior Princess, que durà de 1995 a 2001. Va guanyar un Premi Saturn a la millor actriu de repartiment per la seva interpretació a la sèrie Spartacus: Blood and Sand.

## Filmografia

### Pel·lícules
| Pel·lícula                    | Personatge         | Any  |
| Bitch Slap                    | Madre superiora    | 2009 |
| Bedtime Stories               | Aspen              | 2008 |
| Football Wives                | Tanya Austin       | 2007 |
| The Darkroom                  | Cheryl             | 2006 |
| Vampire Bats                  | Maddy Rierdon      | 2005 |
| Locusts                       | Maddy Rierdon      | 2005 |
| Boogeyman                     | mãe do Tim         | 2005 |
| EuroTrip                      | Madame Vandersexxx | 2004 |
| Spider-Man                    | Gótica             | 2002 |
| Peach                         | Peach              | 1995 |
| Hercules and the Amazon Women | Lisya              | 1994 |
| Typhon's People               | Mink Tertius       | 1993 |
| The Rainbow Warrior           | Jane Redmond       | 1992 |
| The End of the Golden Weather | namorada do Joe    | 1991 |
| A Bitter Son                  | enfermeira         | 1990 |
| Within the Law                | Verity             | 1990 |

### Sèries de televisió
| Sèrie                                  | Personatge              | Any       | #   |
| Mr. Corman                             | Cheryl                  | 2021      | 1   |
| Marvel's Agents of S.H.I.E.L.D.        | Isabelle 'Izzy' Hartley | 2014-2015 | 2   |
| The Code                               | Alex Wisham             | 2014      | 6   |
| Top of the Lake                        | Caroline Platt          | 2013      | 3   |
| Spartacus: Blood and Sand              | Lucretia                | 2010-2012 | 23  |
| Burn Notice                            | Evelyn                  | 2007      | 1   |
| Battlestar Galactica                   | D'Anna Biers            | 2005-2008 | 15  |
| Veronica Mars                          | Agente Morris           | 2006      | 1   |
| Xena: The 10th Anniversary Collection  | Xena                    | 2005      | 1   |
| Two and a Half Men                     | Pamela                  | 2005      | 1   |
| Less Than Perfect                      | Tracy Fletcher          | 2004      | 1   |
| Tarzan                                 | Kathleen Clayton        | 2003      | 6   |
| The X-Files                            | Shannon McMahon         | 2001      | 2   |
| Xena: Warrior Princess                 | Xena                    | 1995-2001 | 134 |
| Just Shoot Me!                         | Stacy                   | 2001      | 1   |
| Hercules: The Legendary Journeys       | Xena, Lyla              | 1995-1998 | 8   |
| Hercules & Xena: Wizards of the Screen | Xena                    | 1997      | 1   |
| High Tide                              | Sharon List             | 1994-1995 | 2   |
| The Black Stallion                     | Sarah McFee             | 1993      | 1   |
| The Ray Bradbury Theater               | Liddy Barton            | 1992      | 1   |
| For the Love of Mike                   | Helen                   | 1991      | 1   |
| Shark in the Park                      | _                       | 1991      | 1   |
| Funny Business                         | Varios                  | 1989      | _   |

## Premis
L'any 1997 va ser nominada al Saturn a la millor actriu en una sèrie dramàtica per Xena: Warrior Princess.
Lawless va guanyar el Premi Saturn 2011 com a millor actriu secundària pel seu paper de Lucretia a Spartacus: Blood and Sand.